# 세상의 끝
《세상의 끝》(ワンダフルワールドエンド, Wonderful World End)은 일본에서 제작된 마츠이 다이고 감독의 2014년 코미디, 판타지 영화이다. 하시모토 아이 등이 주연으로 출연하였다.

## 출연

### 주연
- 하시모토 아이
- 아오나미 준

## 기타
- 프로듀서: 카타히라 마나부